# George Soulié de Morant
George Soulié de Morant (Párizs, 1878. december 2. – Párizs, 1955. május 10.) francia diplomata, sinológus.

## Élete, munkássága
George Soulié de Morant már nyolcéves korában kínaiul tanult egy jezusita paptól. Akárcsak apja, ő is orvosi pályára készült. Apja halála után azonban terveit feladta és érdeklődése Kína elé ordult. 1899-ben, húszéves korában egy francia bank alkalmazottjaként Kínába utazott. Miután megtanult kínaiul, a diplomáciai karriert választotta. Francia konzulként teljesített szolgálatot Sanghajban és Kunmingban, de dolgozott a sanghaji bíróságon is.
Kínában töltött évei során meggyőződésesen hitt az akupunktúra hatékonyságában. A diplomáciai szolgálatai lejártával, miután visszatért Franciaországba, szorosan együttműködött Paul Ferreyrolles-lal (1880–1955), az alternatív gyógymódok akkori legfőbb szószólójával. Sorra jelentek meg a kínai gyógyászattal és akupunktúrával kapcsolatos írásai. 1929-ben pedig megjelentette a Ming-kori Csen-csi da-cseng (針灸大成) akupunktúrás kézikönyv saját maga készítette francia nyelvű ordítását l'Acuponcture chinoise címen.
Mindezek mellett a kínai irodalommal, történelemmel és művészetekkel kapcsolatos tanulmányai is jelentek meg., valamint számos klasszikus kínai mű francia műfordítójaként is ismert.

## Főbb művei
- Éléments de grammaire mongole. E. Leroux, 1903
- Les Mongols, leur organisation administrative d'après des documents chinois (1905)
- Les Musulmans du Yun-nan (1909)
- La musique en Chine. E. Leroux, 1911
- Lotus-d'or.  E. Fasquelle, 1912
- Essai sur la littérature chinoise. Mercure de France, 1912
- Les contes galants de la Chine. Charpentier et Fasquelle, 1921
- Le Palais des cent fleurs. E. Fasquelle, 1922
- La Passion de Yang Kwe-Fei. L’Edition d’art, Paris, 1924
- La brise au clair de lune. Grasset, Paris, 1925
- Le Problème des bronzes antiques de la Chine (1925)
- Exterritorialité et intérêts étrangers en Chine. Paris: Paul Geuthner, 1925
- Théâtre et musique modernes en Chine, avec une étude technique de la musique chinoise et transcriptions pour piano, par André Gaillard (1926)
- L'Amoureuse Oriole, jeune fille, roman d'amour chinois du XIIIe siècle. Avec dix illustrations chinoises. E. Flammarion, 1928
- Histoire de l'art chinois. Payot, 1928
- L'Épopée des jésuites français en Chine (1534-1928). Grasset, 1928
- Histoire de la Chine de l’antiquité jusqu’en 1929. Paris: Payot, 1929
- Divorce anglais. E. Flammarion, 1930
- Anthologie de l'amour chinois. Mercure de France, 1932
- Sciences occultes en Chine: la main. Nilson, 1932
- Précis de la vraie acuponcture chinoise. Mercure de France, 1934
- L'acuponcture chinoise. Mercure de France 1939, 1941, 1955
- La Vie de Confucius. H. Piazza, 1939
- Les 47 rônins: Le trésor des loyaux samouraïs
- Bijou de ceinture

## Fordítás
- Ez a szócikk részben vagy egészben  a   George Soulié de Morant című francia Wikipédia-szócikk ezen változatának fordításán alapul.  Az eredeti cikk szerkesztőit annak laptörténete sorolja fel. Ez a jelzés csupán a megfogalmazás eredetét és a szerzői jogokat jelzi, nem szolgál a cikkben szereplő információk forrásmegjelöléseként.